# Catarhoe turkmenaria
Catarhoe turkmenaria is een vlinder uit de familie van de spanners (Geometridae). De wetenschappelijke naam van de soort is voor het eerst geldig gepubliceerd in 1956 door Shchetkin.